# 博蒙 (上卢瓦尔省)
博蒙（法語：Beaumont，法語發音：[bomɔ̃] ⓘ）是法国上卢瓦尔省的一个市镇，属于布里尤德区。

## 地理
博蒙（45°18'48"N, 3°20'29"E）面积12.03 平方千米，位于法国奥弗涅-罗讷-阿尔卑斯大区上盧瓦爾省，该省份为法国中南部省份，北起多姆山省和卢瓦尔省，西接康塔爾省，南至洛泽尔省，东临阿尔代什省。
与博蒙接壤的市镇（或旧市镇、城区）包括：布尔农克勒-圣皮埃尔、布里尤德、科阿德、波亚克、圣博齐尔、圣热龙。

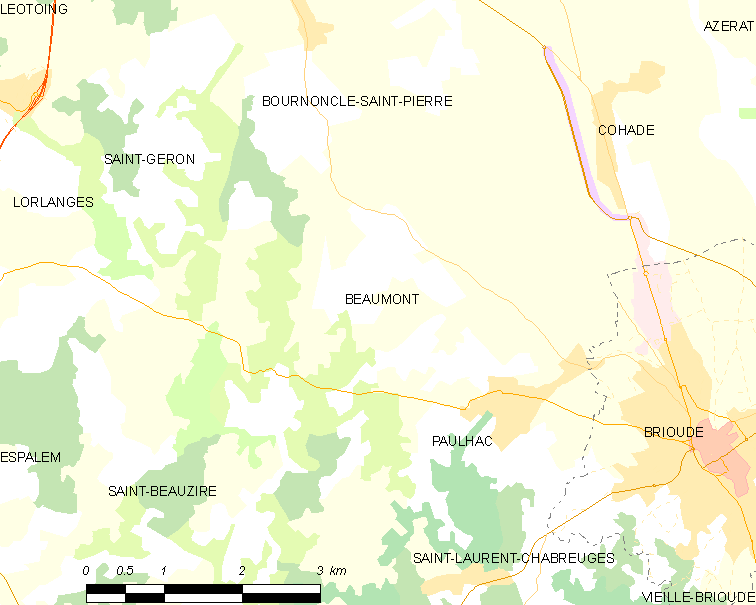
的OSM定位图

博蒙的时区为UTC+01:00、UTC+02:00（夏令时）。

## 行政
博蒙的邮政编码为43100，INSEE市镇编码为43022。

## 政治
博蒙所属的省级选区为布里尤德县。

## 人口

1962-2008年间人口变化图示

博蒙于2022年1月1日时的人口数量为263人。